# Шестёрки умирают первыми
Шестёрки умира́ют пе́рвыми — детективный полицейский роман Александры Марининой, впервые опубликованный в 1995 году.

## История создания
Писательница консультировалась с чемпионкой Европы по стрельбе из пистолета и внимательно изучала книгу А. Б. Жука «Пистолеты и револьверы». Несмотря на это, после выхода романа, возмущённые читатели присылали ей письма, утверждая что пистолета Стечкина не существует.

## Сюжет
Сотрудника отдела борьбы с экономическими преступлениями Дмитрия Платонова подозревают в убийстве напарника, работавшего вместе с ним по делу фирмы «Уральск-18». Понимая, что материалы дела ни в коем случае не должны попасть в посторонние руки, а также, что находясь на свободе он скорее во всём разберётся, чем из тюремной камеры, Платонов пускается в бега. Он знакомится с молодой женщиной, которая пускает его к себе и готова помочь ему понять, кто его подставил.
Сотруднице МУРа Анастасии Каменской поручено разыскать беглеца. Одновременно Анастасия пытается вычислить снайпера, который каждые выходные за чертой города убивает молодых мужчин.

## О персонажах
Г. Пономарёва обращает внимание на гендерный аспект: «В детективах А. Марининой женские персонажи превосходят мужские не только числом, но и разнообразием характеров. В произведениях Марининой женщина не столько страдательная сторона, не столько жертва, сколько активный субъект, организующий обстоятельства, а не подчиняющийся им. Таковы образы „преступниц“ Киры Левченко („Шестёрки умирают первыми“), Натальи Цукановой („Светлый лик смерти“), Регины („Игра на чужом поле“), Софьи Илларионовны („Имя потерпевшего никто“) и т. д.»

## Адаптации

### Переводы
Перевод на шведский язык выполнил Магнус Данберг («De som dö först». Wahlstrom & Widstrand, 1999.)

### Экранизация
Телеверсия вышла в 2000 году в рамках первого сезона телесериала «Каменская», режиссёр-постановщик — Юрий Мороз. Сюжет экранизации несколько изменён — главным героем истории выступает не сотрудник УБЭПа Дмитрий Платонов, а коллега Каменской Михаил Лесников.